# Arrows FA1
O  FA1  é o primeiro modelo da Arrows da temporada de 1978 da F1. Condutores: Riccardo Patrese e Rolf Stommelen.

## Resultados[1]
(legenda)
| Ano  | Chassi | Motor                | Pneus | N° | Pilotos          | 1   | 2   | 3   | 4   | 5   | 6   | 7   | 8   | 9   | 10  | 11  | 12  | 13  | 14  | 15  | 16  | Pontos  | Posição |  |
| ---- | ------ | -------------------- | ----- | -- | ---------------- | --- | --- | --- | --- | --- | --- | --- | --- | --- | --- | --- | --- | --- | --- | --- | --- | ------- | ------- |  |
|      |        |                      |       |    |                  |     |     |     |     |     |     |     |     |     |     |     |     |     |     |     |     |         |         |  |
|      |        |                      |       |    |                  | ARG | BRA | RSA | USW | MON | BEL | SPA | SWE | FRA | GBR | GER | AUT | NED | ITA | USA | CAN |         |         |  |
| 1978 | FA1    | Ford Cosworth DFV V8 | G     | 35 | Riccardo Patrese |     |     | Ret | 6   | 6   | Ret | Ret | 2   | 8   | Ret | 9   |     |     |     |     |     | 81 (11) | 10º     |  |
| 1978 | FA1    | Ford Cosworth DFV V8 | G     | 36 | Riccardo Patrese |     | 10  |     |     |     |     |     |     |     |     |     |     |     |     |     |     | 81 (11) | 10º     |  |
| 1978 | FA1    | Ford Cosworth DFV V8 | G     | 36 | Rolf Stommelen   |     |     | 9   | 9   | Ret | Ret | 14  | 14  | 15  | NQ  | DSQ |     |     |     |     |     | 81 (11) | 10º     |  |

↑1  A partir do GP da Áustria utilizou o chassi A1 marcando 3 pontos (11 no total).